# 上坪亮樹
上坪 亮樹（かみつぼ りょうき）は、日本のアニメーション演出家、アニメーション監督。

## 来歴
XEBEC、シャフト制作作品を中心に活動。2001年のアニメ『スターオーシャンEX』第2話「遭遇（コンタクト）」で演出家デビューし、2010年のOVA『変ゼミ』で初監督を果たした。その後、『そふてにっ』でテレビアニメ初監督を務める。
2012年、アニメーション演出家としての仕事を一旦廃業したが、趣味での映像作りは続けていたという。その後、2014年に演出家として復帰し、その旨も宣言している。

## 人物
演出面では、奇抜な色使いをする事が多く新房昭之の影響が見受けられるとする見方もある一方で、上坪の色使いに新房が影響を受けているという見方もある。その演出技法の師にはわたなべひろしの名前も上がることがある。また、時に幾何学的な図形を背景や前景に大胆に配した画面構成を使用することもある（代表としては、エンディングディレクターを務めた『ひだまりスケッチ』や、エンディングの絵コンテを務めた『ef - a tale of memories.』のエンディングがある）。

## 参加作品

### テレビアニメ
1991年
- ゲンジ通信あげだま（1991年 - 1992年、制作進行）

1992年
- 姫ちゃんのリボン（1992年 - 1993年、制作進行）

2001年
- タッチ CROSS ROAD〜風のゆくえ〜（デジタル撮影）
- スターオーシャンEX（演出）
- RAVE（ - 2002年、演出）

2002年
- HELLSING（絵コンテ・演出）
- SAMURAI DEEPER KYO（オープニング演出・エンディング演出）

2003年
- 魔探偵ロキ RAGNAROK（オープニング演出・エンディング演出）
- PEACE MAKER 鐡（2003年 - 2004年、絵コンテ・演出）

2004年
- ボンバーマンジェッターズ（演出）
- ゆめりあ（演出）
- Get Ride! アムドライバー（演出）
- 魔法少女リリカルなのは（演出）

2005年
- 月詠 -MOON PHASE-（演出）
- ガン×ソード（演出）

2006年
- いぬかみっ!（演出）
- ネギま!?（2006年 - 2007年、絵コンテ・演出）

2007年
- ひだまりスケッチ（チーフディレクター・絵コンテ・演出・エンディングディレクター）
- ef - a tale of memories.（絵コンテ・演出・エンディング絵コンテ,演出）

2008年
- 流星のロックマン トライブ（絵コンテ）
- 狂乱家族日記（絵コンテ・演出）
- 古代王者 恐竜キング Dキッズ・アドベンチャー 翼竜伝説（絵コンテ）
- ひだまりスケッチ×365（エンディングディレクター）
- ヒャッコ（絵コンテ・演出）
- 今日の5の2（絵コンテ・演出）

2009年
- PandoraHearts（絵コンテ・演出）
- 神曲奏界ポリフォニカ クリムゾンS（絵コンテ）
- アスラクライン2（エンディングアニメーション）

2010年
- れでぃ×ばと!（絵コンテ・演出）
- デュラララ!!（絵コンテ）

2011年
- そふてにっ（監督・シリーズ構成）

2012年
- 輪廻のラグランジェ（絵コンテ・演出）
- 咲-Saki- 阿知賀編 episode of side-A（演出）
- 輪廻のラグランジェ season2（演出）
- To LOVEる -とらぶる- ダークネス（絵コンテ・演出）
- しろくまカフェ（演出）

2014年
- 白銀の意思 アルジェヴォルン（絵コンテ）
- トリニティセブン（絵コンテ）

2015年
- ハロー!!きんいろモザイク（絵コンテ）
- トリアージX（絵コンテ・演出）
- プラスティック・メモリーズ（絵コンテ）
- To LOVEる -とらぶる- ダークネス 2nd（絵コンテ）
- 蒼穹のファフナー EXODUS（演出）

2016年
- ビッグオーダー（絵コンテ・演出）
- Re:ゼロから始める異世界生活（絵コンテ）
- NEW GAME!（絵コンテ・演出）

2017年
- ガヴリールドロップアウト（絵コンテ・演出）
- エロマンガ先生（絵コンテ）
- ひなろじ〜from Luck & Logic〜（絵コンテ・演出）
- ゲーマーズ!（絵コンテ）

2018年
- 火ノ丸相撲（絵コンテ）
- アニマエール!（絵コンテ）
- うちのメイドがウザすぎる!（絵コンテ・演出）

2019年
- 私に天使が舞い降りた!（絵コンテ・演出）
- 世話やきキツネの仙狐さん（絵コンテ・演出）

2020年
- A3!（絵コンテ）
- 放課後ていぼう日誌（絵コンテ・演出）

2021年
- 俺だけ入れる隠しダンジョン（演出）
- 先輩がうざい後輩の話（絵コンテ・演出）
- 境界戦機（絵コンテ・演出）

2022年
- このヒーラー、めんどくさい（絵コンテ・演出）
- 可愛いだけじゃない式守さん（絵コンテ・演出）
- ヒーラー・ガール（演出）

2023年
- 白聖女と黒牧師（絵コンテ・演出）

2025年
- 紫雲寺家の子供たち（監督・絵コンテ・演出）

### OVA
- 青の6号（1998年 - 2000年、VFX）
- メルティランサー The Animation（2000年、2DCGディレクター）
- 変ゼミ（2010年、監督）